# Tricentrus laticornis
Tricentrus laticornis är en insektsart som beskrevs av William D. Funkhouser. Tricentrus laticornis ingår i släktet Tricentrus och familjen hornstritar. Inga underarter finns listade i Catalogue of Life.